# FujiGen Gakki
FujiGen Gakki (japonês) フジゲン 楽器 é uma fabricante de instrumentos musicais sediada em Matsumoto no Japão, é foi nomeada em homenagem ao famoso Monte Fuji. Gen significa Instrumento de corda, e Gakki significa instrumento musical - traduzindo literalmente como "Fuji instrumentos musicais de cordas". A FujiGen fabrica guitarras OEM para marcas de guitarras bem conhecidas, e também fabrica suas próprias marcas de guitarras, tais como Heartfield e FgN.

## História
A FujiGen iniciou a produção em 1960, fabricando violinos e guitarras clássicas. Em 1962 a FujiGen iniciou a produção de guitarras elétricas. Nos anos 70 a FujiGen começou a fabricar guitarras (OEM) para companhias como a Hoshino Gakki (Ibanez), CSL (Antoria), Kanda Shokai (Greco Guitars) e Yamaha. Em 1977/1978 a FujiGen entrou em um empreendimento conjunto com a Roland para produzir sintetizadores de guitarras. Em 1981 a FujiGen optou por sair da produção da guitarras acústicas para se concentrar principalmente na produção de guitarras de corpo sólido. A FujiGen obteve uma fresadora CNC em meados de 1981 para fazer partes de guitarras, e também começou a fabricar seus próprios captadores no final de 1981.
Em 1981/1982 a FujiGen obteve o contrato da Fender Japan que perdurou até 1996/1997, e em 1983 a FujiGen estava produzindo 14000 guitarras por mês, com 80% dessas guitarras sendo feita para o mercado de exportação e 20% para o mercado doméstico japonês. no meio/final de 1992 a FujiGen obteve uma parte do contrato da Orville by Gibson, que terminou em 1998, e de lá pra cá tem fabricado as guitarras de corpo sólido da Epiphone Japan, alguns modelos da Gretsch e suas guitarras de marca própria FgN. A FujiGen ainda fabrica guitarras OEM para companhias como Ibanez e Epiphone, mas em quantidades muito menores do que no passado. A FujiGen possui três fábricas, a Omachi em Nagano, a Hirooka (estabelecida em 1992) em Nagano e a fábrica/escritório central Matsumoto em Nagano.

## Outras fabricantes de guitarras OEM do Japão
A Tokai (Tokai Gakki) foi estabelecida em 1947 em Hamamatsu, e tem feito guitarras para muitas marcas bem conhecidas ao longo dos anos. Eles possuem sua própria marca Tokai. Eles atualmente constroem algumas guitarras para a Fender Japan.
A Dyna Gakki foi estabelecida em 1972 em Nagano, e atualmente fabrica algumas das guitarras Fender Japan, e também fabrica algumas guitarras Gretsch. A Dyna Gakki fez as guitarras Ibanez Blazer do início dos anos 80 para a Hoshino Gakki, e fabricou algumas guitarras Greco para a Kanda Shokai. A Dyna Gakki fez as guitarras de corpo sólido Yamaki/Daion/Founder/Joodee para a Daion nos anos 70 e início dos anos 80 (a marca "Joodee" da Daion não deve ser confundida com a marca "T and Joodee" do luthier japonês Shiroh Tsuji).
A Terada foi estabelecida em 1912 em Nagoya, e concentrou-se principalmente na construção de guitarras acústicas e semiacústicas, e fabricou guitarras para a Ibanez, Orville by Gibson, Epiphone Japan, Gretsch e outras marcas bem conhecidas também. No seu auge de produção (No final dos anos 70/80/começo dos anos 90) eles estavam produzindo 10,000 guitarras por mês utilizando três fábricas, a Higashiku, a Kaniey e a Shirakawa.
A produção da Terada está agora ao redor de 1/8 da época do seu auge, e eles estão produzindo guitarras ativamente em sua fábrica Kanie.
A Ida Gakki (Iida) foi estabelecida em 1958 em Nagoya, e fabricou guitarras sólidas, semiacústicas, e acústicas para marcas bem conhecidas como a Ibanez, Yamaha e Caparison. A Ida Gakki (Iida) também detém a fábrica de guitarras Peerless na Coreia.
A Kasuga foi estabelecida em 1935 em Nagoya, e fez as Heerby e Ganson cópias da Gibson nas décadas de 1970 e 1980. Eles estavam envolvidos em um empreendimento conjunto com a Roland para guitar synths no final dos anos 70.
Eles também fizeram guitarras acústicas para a Yamaha nos anos 80 antes da produção das Yamaha acústicas ser transferida para Taiwan. Eles saíram do mercado no começo/meio dos anos 90.
A Matsumoku foi estabelecida em Matsumoto, e fabricou guitarras Aria e Epiphone, e também fabricou guitarras para muitas outras marcas bem conhecidas nos anos 70 e 80. Eles saíram do mercado cerca de 1986/1987.
A Chushin Gakki foi estabelecida em 1948 por K. Miyazawa em Nagano, e fabricou guitarras elétricas desde 1961, como a produção de todos os outros instrumentos cessou. Eles fizeram guitarras Charvel e Jackson, Robin no começo dos anos 80, e também designs originais, como a Bambu e a El Maya (EM series), colaboração da Maya Musical Instrument CO e a famosa engenharia de produção norte-americana (Alembic?), iniciando em 1977 até o começo da década de 1980.